# Pseudosymploce elongata
Pseudosymploce elongata är en kackerlacksart som först beskrevs av Palisot de Beauvois 1805.  Pseudosymploce elongata ingår i släktet Pseudosymploce och familjen småkackerlackor. Inga underarter finns listade i Catalogue of Life.